# Leucosyrinx esilda
Leucosyrinx esilda é uma espécie de gastrópode do gênero Leucosyrinx, pertencente a família Pseudomelatomidae.